# Deidre Mitchell
Deidre Mitchell (Port Elizabeth, 1975. december 23. –) dél-afrikai nemzetközi női labdarúgó-játékvezető.

## Pályafutása
Játékvezetésből 1997-ben Port Elizabeth vizsgázott. Port Elizabeth körzetében, a Vodacom League keretében kezdte szolgálatát. A SAFA Játékvezető Bizottságának (JB) minősítésével 2004-től a Premier Soccer League (PSL) játékvezetője. 2006-ban az első női játékvezető aki Premier Soccer League mérkőzést irányíthatott. Küldési gyakorlat szerint rendszeres 4. bírói szolgálatot is végzett. A nemzeti női labdarúgó bajnokságban kiemelkedően foglalkoztatott bíró.
| Időpont | Helyszín                      | Mérkőzés típusa    | Mérkőzés                   | Eredmény |
| ------- | ----------------------------- | ------------------ | -------------------------- | -------- |
| 2006.   | Telkom Park Stadion, Fokváros | első PSL mérkőzése | Santos FC–Kaizer Chiefs FC | 3 – 1    |

A Dél-afrikai labdarúgó-szövetség JB terjesztette fel nemzetközi játékvezetőnek, a Nemzetközi Labdarúgó-szövetség (FIFA) 2002-től tartotta nyilván női bírói keretében. A FIFA JB központi nyelvei közül a angolt beszéli. Több nemzetek közötti válogatott (Női labdarúgó-világbajnokság, Olimpiai játékok), valamint klubmérkőzést vezetett, vagy működő társának 4. bíróként segített. 2014-ben már nem szerepelt a FIFA JB listán.
A 2004-es U19-es női labdarúgó-világbajnokságon a FIFA JB bíróként alkalmazta.
| Időpont            | Helyszín                     | Mérkőzés típusa              | Mérkőzés                | Eredmény | Nézők száma |
| ------------------ | ---------------------------- | ---------------------------- | ----------------------- | -------- | ----------- |
| 2004. november 14. | Surakul Stadion, Phuket city | csoportmérkőzés (C. csoport) | Spanyolország–Dél-Korea | 2 – 1    | 13 563      |

A 2008. évi nyári olimpiai játékok labdarúgó tornáján a FIFA JB bírói szolgálatra alkalmazta.
| Időpont            | Helyszín                                     | Mérkőzés típusa              | Mérkőzés        | Eredmény | Nézők száma |
| ------------------ | -------------------------------------------- | ---------------------------- | --------------- | -------- | ----------- |
| 2008. augusztus 6. | Csinhuangtaói Olimpiai Stadion, Csinhuangtaó | csoportmérkőzés (G. csoport) | Japán–Új-Zéland | 2 – 2    | 10 270      |